# Karl Moser (Architekt)

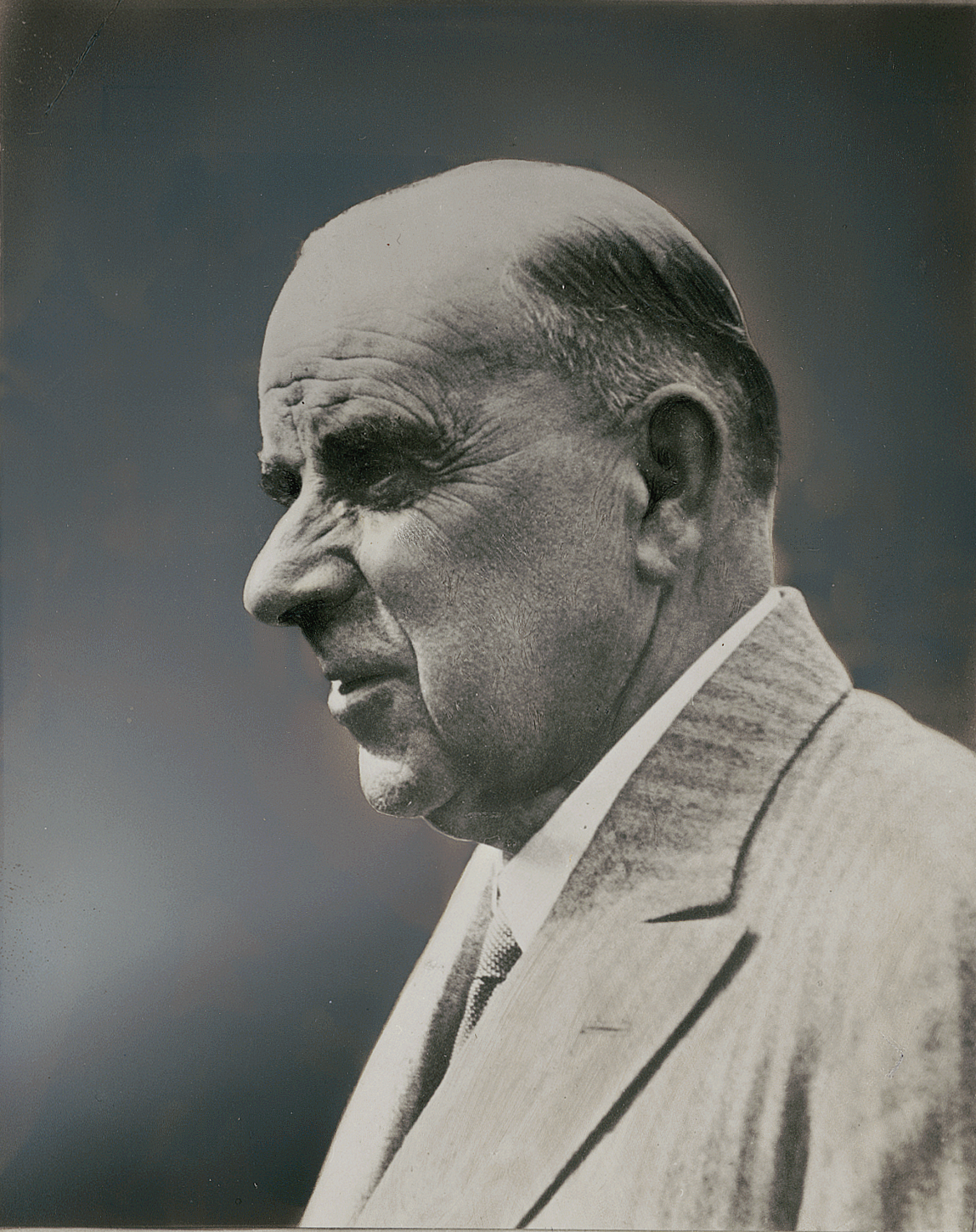
Karl Moser, 1915, Fotograf unbekannt, Bildarchiv der ETH, Zürich

Karl Coelestin Moser (* 10. August 1860 in Baden; † 28. Februar 1936 in Zürich) war ein Schweizer Architekt, der von 1888 bis 1915 in Gemeinschaft mit Robert Curjel das Büro Curjel & Moser in Karlsruhe führte und ab 1915 als einflussreicher Hochschullehrer in Zürich wirkte.

## Biografie
Geboren als Sohn des Architekten Robert Moser, studierte Karl Moser von 1878 bis 1882 Architektur an der Eidgenössischen Technischen Hochschule Zürich. Nach einem Studienaufenthalt in Paris, wo er auch Aquarelle und Farbzeichnungen schuf, lernte er während einer Anstellung bei Friedrich Lang in Wiesbaden den Architekten Robert Curjel kennen, mit dem er 1888 das Architekturbüro „Curjel & Moser“ in Karlsruhe eröffnete; zeitweise unterhielten sie auch ein Zweigbüro in Basel. Curjel und Moser errangen schon bald auf dem Gebiet des Kirchenbaus Aufmerksamkeit. Ihr Erfolg zeigt sich aber auch an den verschiedenen repräsentativen Bauaufgaben, mit denen sie betraut wurden. Nach der Fertigstellung des Kollegiengebäudes im Jahr 1914 bekam Moser die Ehrendoktorwürde der Universität Zürich verliehen. Die Bürogemeinschaft mit Curjel endete 1915, anschliessend setzte Moser seine Arbeit alleinverantwortlich in Zürich fort. 1917 heiratete seine Tochter, die Sängerin Helene Moser (1893–1965), den Bildhauer August Suter.

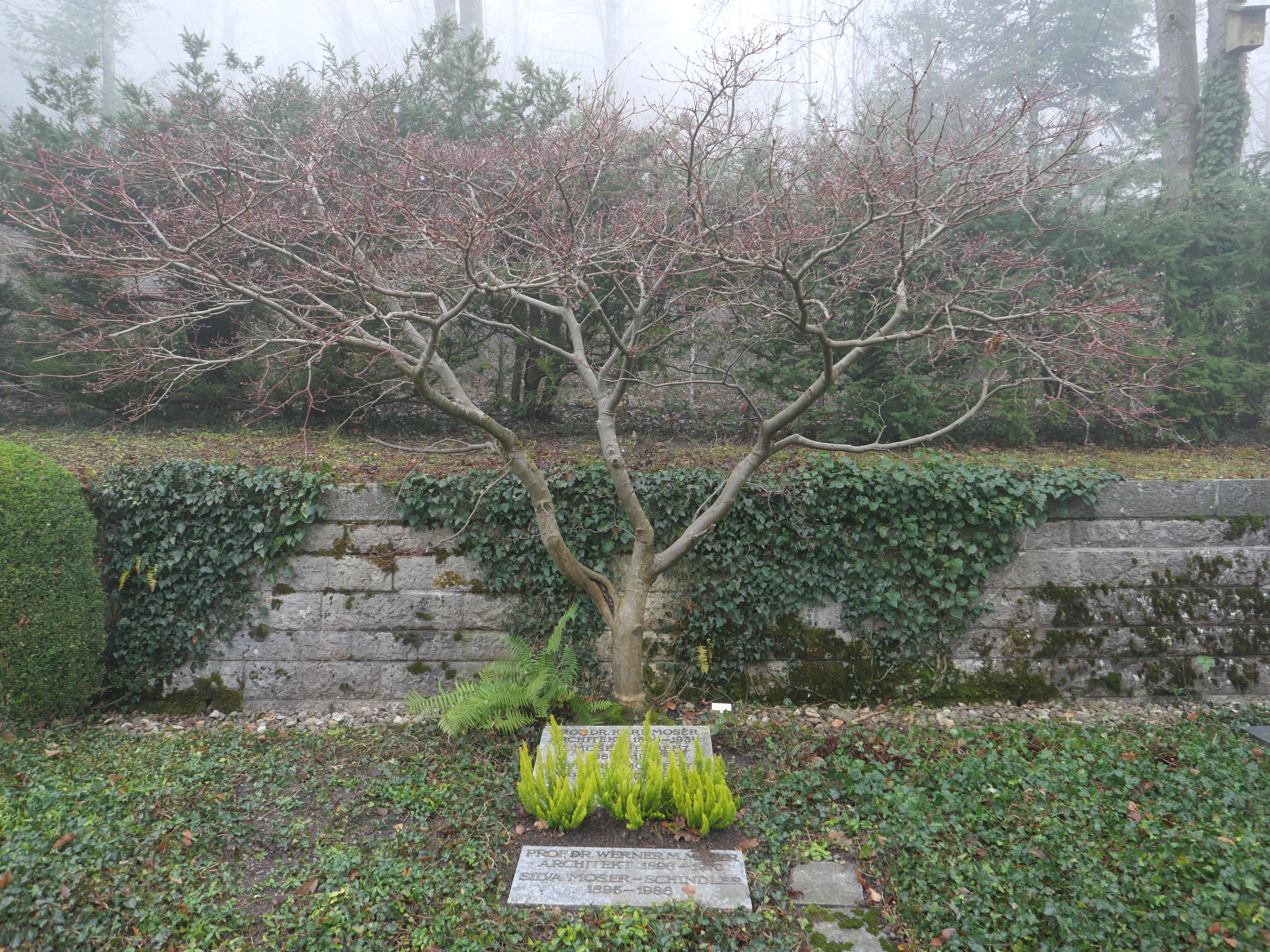
Das Familiengrab im Jahr 2023

Zum 1. Oktober 1915 wurde Moser zum ordentlichen Professor für Baukunst an der Eidgenössischen Technischen Hochschule Zürich ernannt. Als Hochschullehrer beeinflusste er viele später bekannte Architekten, unter anderem Max Ernst Haefeli, Rudolf Steiger und seinen Sohn Werner Max Moser (1896–1970), und erlangte so den Ruf als «Vater der Schweizer Moderne». Zum 1. Oktober 1928 trat Moser in den Ruhestand.
Karl Moser war Gründungspräsident des Congrès International d’Architecture Moderne. Einige seiner Bauwerke in der Schweiz und in Karlsruhe liess Karl Moser von seinem engen Freund, dem Bildhauer Oskar Kiefer, ausgestalten.
Sein Nachlass wird im Archiv des Instituts für Geschichte und Theorie der Architektur (GTA) an der ETH Zürich aufbewahrt. Seine letzte Ruhestätte hat Moser auf dem Friedhof Fluntern gefunden. In dem Grab sind auch seine Frau Euphemie, geb. Lorenz (1866–1947), ihr Sohn Werner Max, dessen Frau Silva, geb. Schindler (1895–1986), sowie Doris Moser (1908–1973) und Herta Moser (1901–1982) bestattet.

## Bauten und Entwürfe
1888–1915 (Büro Curjel und Moser)

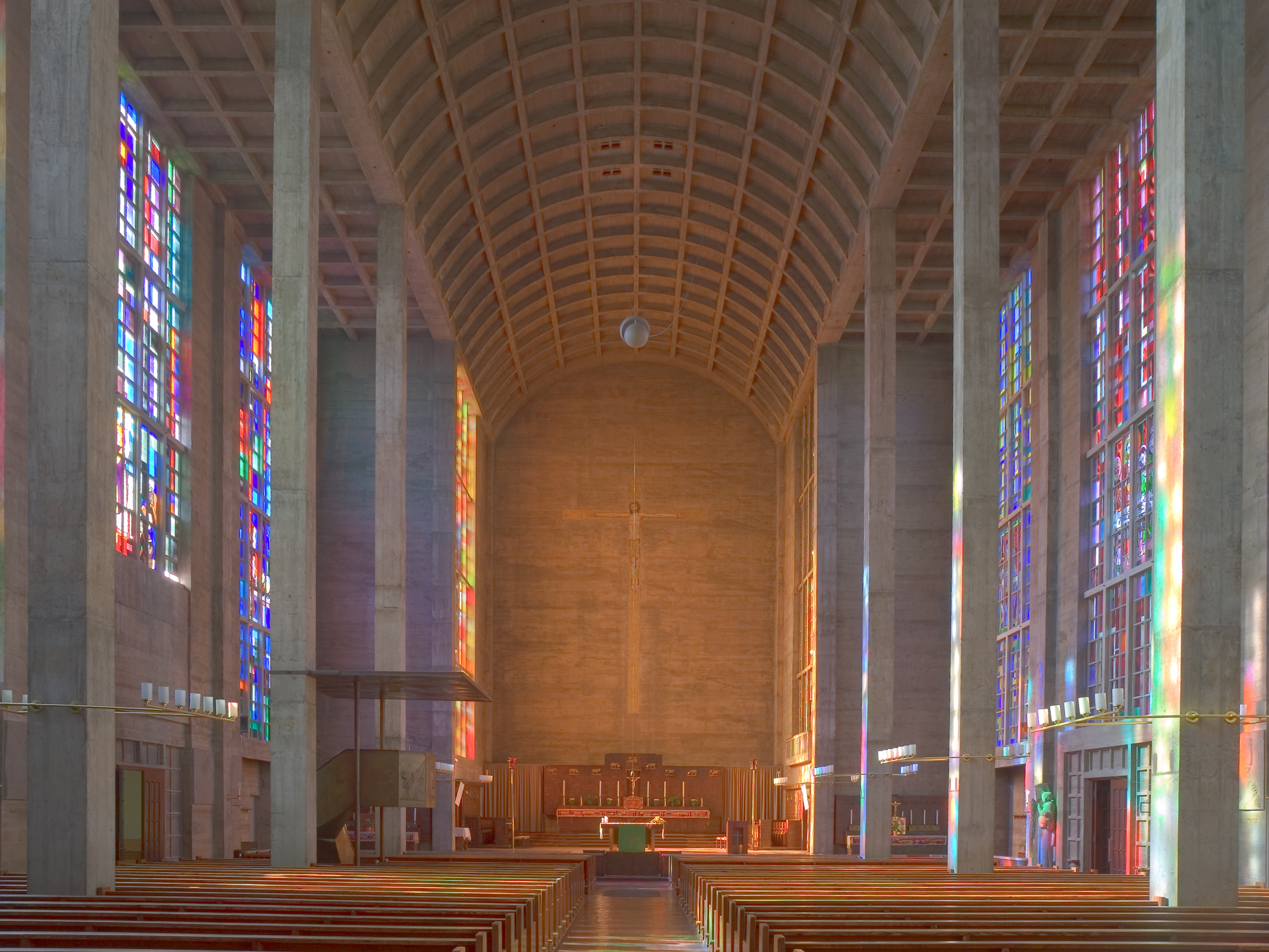
Innenraum der Pfarrkirche St. Antonius in Basel, 1927

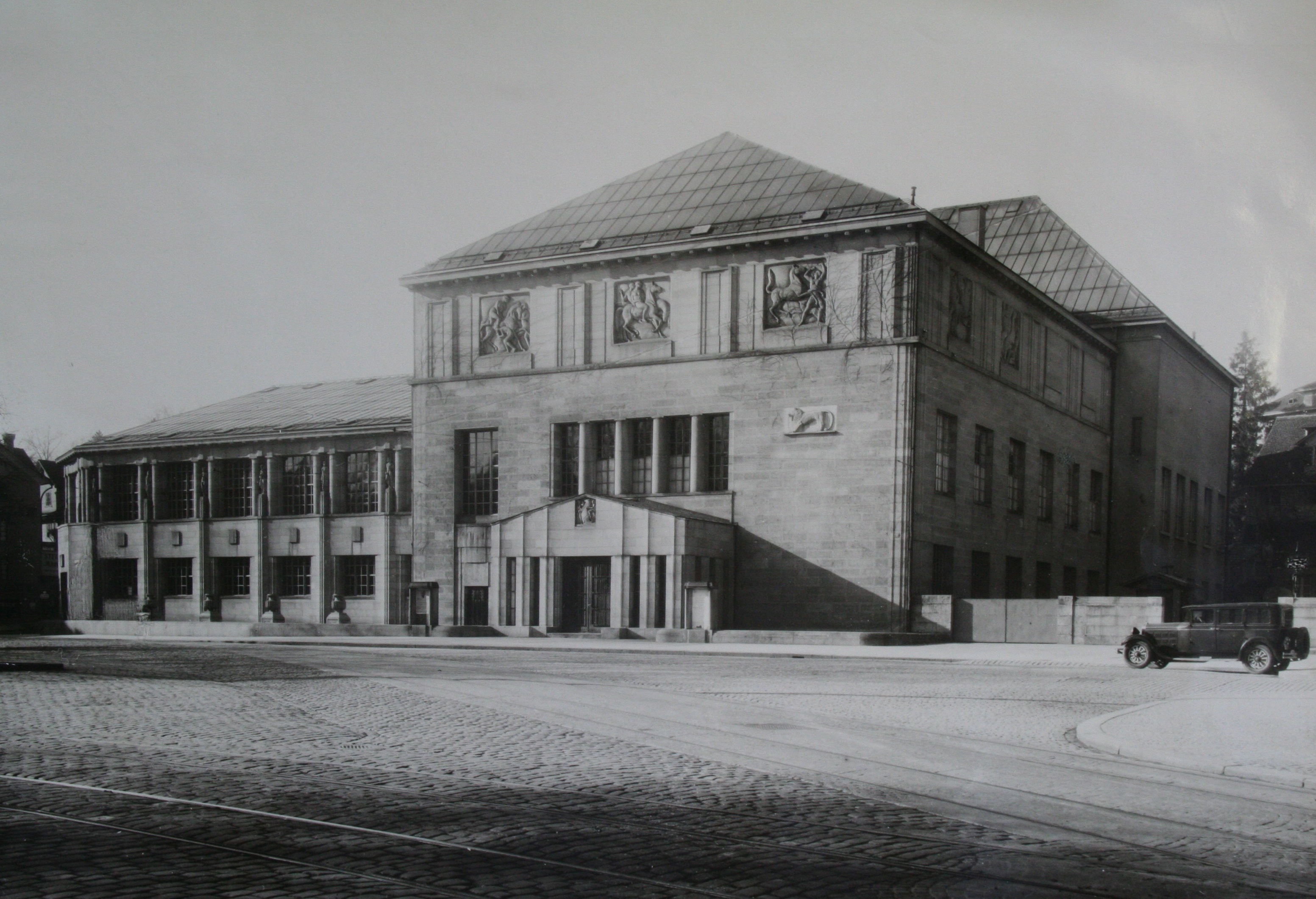
Kunsthaus Zürich, mit Anbau Moserbau 3, Foto: zirka 1930

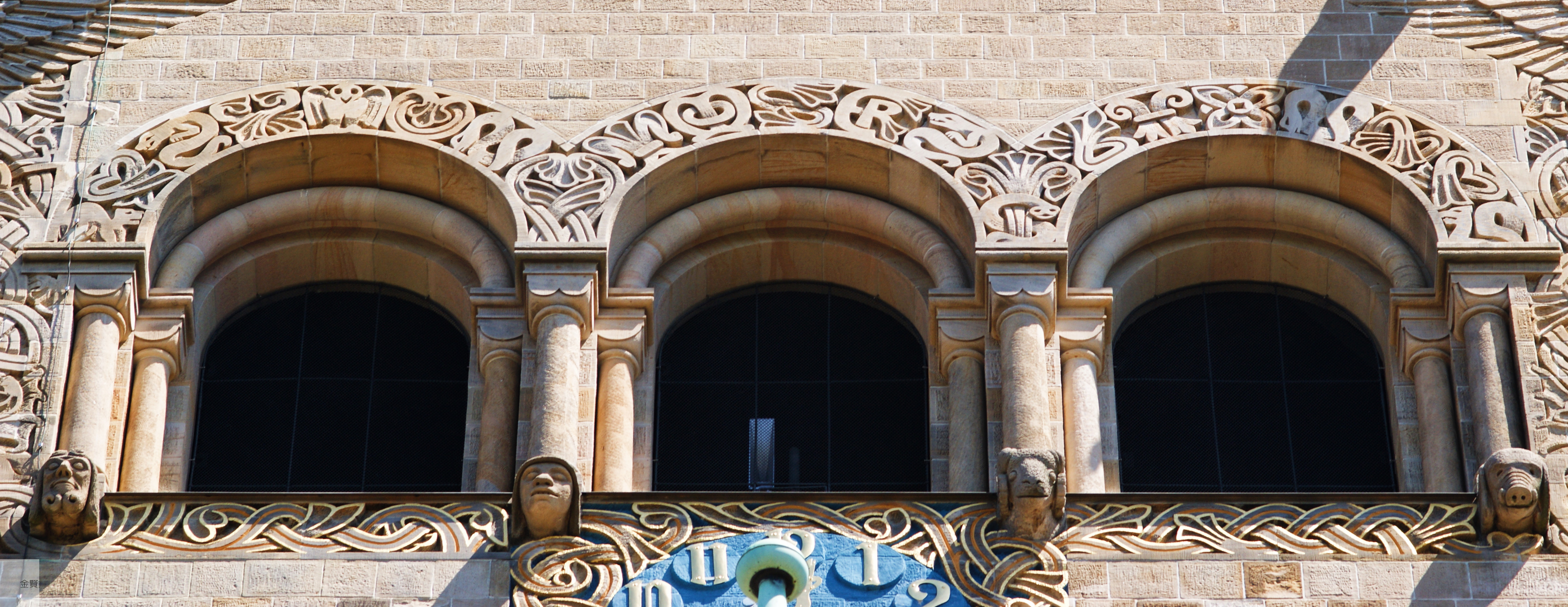
Karl Moser verewigte sich mit seinem Namen im mittleren Fensterbogen auf der Seite der Basler Pauluskirche

- 1892–1893: ev.-ref. Johanneskirche in Bern
- 1894: Einstein-Haus der Alten Kantonsschule Aarau
- 1895: kath. Kirche St. Sebastian in Wettingen
- 1896–1897: Villa Boveri in Baden
- 1898–1899: Villa Römerburg (abgerissen 1957) in Baden
- 1899–1900: Villa Langmatt in Baden
- 1897: Bally Kosthaus[2] in Schönenwerd
- 1897–1900: ev. Christuskirche in Karlsruhe
- 1898–1901: ev.-ref. Pauluskirche in Basel
- 1898–1902: kath. Pfarrkirche St. Michael in Zug
- 1898–1902: Schul- und Gemeindehaus in Seon (Karl Moser zugeschrieben[3])
- 1899–1900: Rheinlust in Rheinfelden
- 1901–1904: ev. Johanniskirche mit Pfarrhaus in Mannheim-Lindenhof
- 1902–1904: ev. Kirche Bruggen, Straubenzell / St. Gallen West
- 1902–1903: Wohnhaus Junker (gen. Villa Ottilie[4]) in Karlsruhe, Ludwig-Marum-Straße 10
- 1902–1905: ev.-ref. Pauluskirche in Bern
- 1904–1905: Villa Baumann in Baden
- 1904–1910: Kunsthaus Zürich
- 1905–1907: ev. Lutherkirche mit Pfarrhaus in Karlsruhe
- 1905–1908: Dienstgebäude des Evangelischen Oberkirchenrats in Karlsruhe, Blumenstraße[5]
- 1906–1908: kath. Pfarrkirche St. Anton Zürich
- 1908: ev.-ref. Kirche in Degersheim
- 1911: ev.-ref. Kirche in Flawil
- 1908–1911: Fabrikantenvilla Hämmerle in Dornbirn, Oberdorf
- 1910–1911: Werksiedlung Stahlwerkstrasse in Schaffhausen
- 1910–1913: Badischer Bahnhof in Basel
- 1910–1913: ev.-ref. Kirche Heiligkreuz in St. Gallen
- 1910–1912: kath. Pfarrkirche St. Paul in Luzern
- 1911–1914: Hauptgebäude der Universität Zürich
- 1912–1914: kath. Pfarrkirche St. Josef Zürich
- 1913: Gebäude der Allgemeinen Ortskrankenkasse in Karlsruhe
- 1914: Villa Bassermann in Mannheim
- 1913–1915: Ausstellungshalle und Konzerthaus in Karlsruhe

nach 1915
- 1917–1918: Pestalozzischule Schaffhausen (heute Schulhaus Sandacker)[6]
- 1918–1920: Grosse Kirche Fluntern in Zürich-Fluntern
- 1925–1927: römisch-katholische Pfarrkirche St. Antonius in Basel